# Uzovce
Uzovce este o comună slovacă, aflată în districtul Sabinov din regiunea Prešov. Localitatea se află la altitudinea de 393 m deasupra n.m., se întinde pe o suprafață de 5,54 km2 și în 2017 număra 514 locuitori.

## Istoric
Localitatea Uzovce este atestată documentar din 1280.

## Demografie
| An:                | 1994 | 2004   | 2014   | 2024   |
| ------------------ | ---- | ------ | ------ | ------ |
| Număr de persoane: | 479  | 494    | 531    | 537    |
| Diferență:         |      | +3,13% | +7,48% | +1,12% |

| An:                | 2023 | 2024   |
| ------------------ | ---- | ------ |
| Număr de persoane: | 529  | 537    |
| Diferență:         |      | +1,51% |